# Флауме, Анатолий Яковлевич
Анато́лий Я́ковлевич Фла́уме, в эмиграции Анатоль Флауме (англ. Anatol Flaume, псевдоним А. Фло́ров; 15 [28] февраля 1912, Екатеринодар — 27 ноября 1989, Чеви-Чейз, Мэриленд) — деятель белой эмиграции, поэт и педагог, член НТС, сотрудничавший с нацистами и их союзниками. Автор марша РОА «Мы идём широкими полями».

## Биография
А. Я. Флауме родился 28 февраля 1912 года в Екатеринодаре в семье банковского служащего. По отцу — этнический латыш, и кубанский казак по матери. Вскоре после окончания Гражданской войны в России семья Флауме эмигрировала в ставшую независимой Латвию. В 1930 году в Риге А. Я. Флауме окончил русскую гимназию.
В школьные годы был участником культурно-просветительного кружка при рижской городской средней школе (Ломоносовской гимназии). Опубликовал свои первые стихотворения в журнале «Школьные годы», издававшимся участниками этого кружка.
В 1930 году поступил на филологический факультет Латвийского университета. Во время учёбы в университете был активным членом рижской русской студенческой корпорации «Рутения», участником которой А. Я. Флауме оставался и после окончания университета и в Риге, и позже за границей.
А. Я. Флауме работал учителем. Был женат на Татьяне Борисовне Трофимовой.
В 1939 году в Риге он опубликовал свои стихи в сборнике «Песенник Рутении».
После оккупации Латвийской ССР нацистской Германией сотрудничал с коллаборационистскими и оккупационными властями. В 1944 году некоторое время был начальником отдела печати и пропаганды Русского комитета в Генеральном округе Латвия. Под его авторством вышел русский букварь — вместе с Добротворским составил две части «Русского учебника» для начальных школ на оккупированной территории СССР. Также был автором сборников стихотворений, в которых пропагандировал идею, что возрождение России невозможно без помощи германских войск и тех кто их поддерживал. В 1944 году переехал на территорию Германии.
После окончания войны в городе Вангене организовал русскую школу для русских «перемещённых лиц» во французской зоне оккупации. Здесь приблизительно в 1946 году А. Я. Флауме написал для русской гимназии при «Доме милосердного Самарянина» учебник «Начальная грамматика и правописание I и II части», изданный Православным детским домом «Милосердный Самарянин». Затем он переехал в американскую зону оккупации. Как профессиональный филолог-славист А. Я. Флауме был приглашён в Обераммергау (Бавария, Германия) в американскую военную школу языков. В городе Обераммергау преподавал русский язык чинам американской армии.
В 1951 году с семьёй эмигрировал в США, где сначала преподавал русский язык в армейской школе иностранных языков. Далее он поступил на филологический факультет Пенсильванского Университета в Филадельфии, который закончил в 1960 году и получил учёную степень доктора. В должности профессора преподавал вначале в Пенсильванском Университете, затем в Джорджтаунском университете в Вашингтоне.
А. Я. Флауме скончался после долгой болезни 27 ноября 1989 года.